# Banca del Salento

Miniassegno emesso della Banca del Salento nel 1977

La Banca del Salento  era un istituto di credito con sede a Lecce.

## Storia
Nacque nel 1948 per iniziativa di Giuseppe Grassi Orsini, ex ministro della giustizia, del deputato Luigi Vallone e di altri imprenditori salentini.
Nel 1967, la banca si trovò a fronteggiare una grave crisi finanziaria, a causa di un ammanco provocato da funzionari infedeli. Un gruppo di imprenditori salentini provvede alla ricapitalizzazione: la famiglia Semeraro, entrata fra gli azionisti dal 1965, rilevò dapprima il 30%, poi un ulteriore 30% della banca, e Giovanni Semeraro da membro del consiglio di amministrazione divenne consigliere delegato e poi presidente della banca.
Successivamente entrarono a far parte della società Lorenzo Gorgoni e il costruttore Donato Montinari, che assunsero il ruolo di vicepresidenti vicari. Direttore generale fu Vincenzo De Bustis.
Nel 1989 si ebbe la fusione con la Banca Popolare di Bisceglie.
Nel 1995, la fusione con la Banca Leuzzi & Megha S.p.A. di Galatone (Lecce).
Nel 1999 le tre famiglie erano azionisti di riferimento, con oltre il 50% del capitale. Del sindacato di controllo facevano parte anche la Cardif Assicurazioni, del gruppo BNP Paribas, con il 4% , mentre il resto del capitale era suddiviso tra 13 000 azionisti. La banca aveva 212 punti di vendita aperti, con 94 filiali e 118 negozi disseminati in 15 regioni ed era divenuta, davanti a Banca Sella, la prima banca d'Italia controllata da persone fisiche. Fu una delle prime in Italia a lanciare un servizio di gestione telematico, denominato "Banca 121".
Nel dicembre 1999 il Monte dei Paschi di Siena acquisì (per 2.500 miliardi di lire) la quota di maggioranza della Banca del Salento, che prese il nome di Banca 121, specializzandosi nei servizi on line. Nello stesso anno prese avvio un'inchiesta che coinvolse i vertici della banca, nata da una denuncia presentata da due clienti della filiale di Bisceglie: sotto accusa in particolare la poca trasparenza dei prodotti finanziari denominati "My Way" e "For You".
Nel 2005 il Monte dei Paschi di Siena acquisì il 100% della banca e il marchio Banca 121 divenne "MPS Banca Personale".
Dal 1994 al 2002 la banca è stata lo sponsor dell'Unione Sportiva Lecce di cui Giovanni Semeraro era presidente.
Testimonial d'eccezione della banca fu anche l'attrice statunitense Sharon Stone.
Ma, dall'inizio del 2010, anche "MPS Banca Personale" fu incorporata dal Monte dei Paschi di Siena.